# Château de Lancheneil
Le château de Lancheneil est un édifice situé à Nuillé-sur-Vicoin, dans la Mayenne angevine. Il est bâti sans doute vers 1516.

## Localisation
Le monument est situé dans le département français de la Mayenne, à l'est du bourg de Nuillé-sur-Vicoin.

## Noms
- Herbergamentum et terras de Lancheneil, 1298 (Notice sur Entrammes, p. 13).
- Encheneil, XVe s. (Arch. de la S., E. 272).
- Lancheneil, 1516 (Lib. fundat., t. III, p. 195).
- Lanchenay, 1573 (Ins. eccl.).

## Seigneurie
Seigneurie et domaine érigée en châtellenie par Guy XVII de Laval (1531-1547), et maintenue malgré les réclamations postérieures des habitants de Laval qui se plaignaient du tort que les foires de Nuillé faisaient à leur commerce (1682). 
Un gibet à trois piliers s'élevait dans les landes de la Petite-Baronnière. Une femme y fut pendue pour infanticide en 1488. La pancarte et les billettes indiquant le droit de prévôté et le péage étaient appendues à un poteau sur le pont de Nuillé, et les armes du seigneur à un autre poteau sur la place, en signe de seigneurie paroissiale. La haute justice relevait de Laval ; les foi et hommage se portaient à Saint-Ouen, et le domaine était dans la mouvance d'Entrammes.

## Château
Le château avait été bâti sans doute vers 1516, époque où fut fondée la chapelle. Le style des ouvertures en ogives à contrecourbes avec feuillages frisés, en est la preuve. On voyait en 1614 « tours, barbacanes, défenses d'une ancienne maison qu'on appelait anciennement les greniers, cour close de murailles, fossés et douves tout autour, cinq petits jardins, un bois de haute futaye, un estang où estoient les moulins », . 
La façade était autrefois coupée en son milieu par une tour polygonale, et une aile s'avançait à main droite. 
Il reste deux tours à l'est. Celle du sud-est, dite du trésor ou des archives, est voûtée intérieurement, à huit nervures saillantes retombant sur des culs-de-lampe décorés d'écussons ou de figurines. L'écusson de la clef de voûte est aux armes de Mathefelon (6 écussons : 3, 2 et 1) ; les trois autres sont, le premier, chargé d'une croix grecque ; le second, mi-parti : à dextre fascé de 12 pièces, à sénestre semé d'hermines sous un chef ; — le troisième en losange : à dextre de Mathefelon, à sénestre fascé de 12 pièces. Sur la cheminée de la grande salle — cuisine au XIXe — l'inscription ordinaire Ad magnates velut ad ignem, et un écusson mutilé recouvert par une plaque en fonte armoriée d'un écu chargé d'un chevron et de 3 feuilles de chêne. Un caveau sans escalier s'ouvre dans le plancher de cette même pièce. Quelques pavés sont marqués aux armes de la famille de Meaulne.
Dans la cour, côté nord, est un bâtiment, carré-long, aux murs épais, à porte ogivale, d'architecture très simple, probablement celui que l'aveu de 1614 dit avoir été anciennement les greniers. L'écusson de Meaulne à l'un des frontons a été gravé après coup. Deux tours occupent les angles de la cour ; le colombier est en dehors.

## Chapelle du château
La chapelle, en forme de tour ronde, séparée du château vers le nord, ne date que du XVIIIe siècle. La pierre sacrée était scellée d'un cachet dont l'écu porte : une gerbe et en chef une étoile. Sur le bénitier en porphyre poli on lit : Hujus aquæ tactus demonis a…. Le bénéfice de Saint-Nicolas de Lancheneil, fondé le 31 octobre 1516 par Pierre de Mathefelon, et doté « de la dixmerie de Clermont qui se estend en la paroisse de Ségrie », d'une maison au bourg de Nuillé et de 5 livres de rente, était chargé de trois messes, lundi, mercredi, vendredi, « sans remuer ni reculer lesdits jours, sinon pour la révérence des quatre festes annuelles ». 
Parmi les chapelains : 
- Antoine Doyen, qui prend possession dans l'église, 1577 ;
- Jean de Goullet, curé de Grenoux, † 6 janvier 1704 ;
- Jean Pichot, étudiant à La Flèche, 1704, chanoine de Saint-Tugal, 1725 ;
- René-Alexandre de Preaulx, 1762.

## Seigneurs

Armes de la famille de Mathefelon

- Hubert de Mathefelon prend à rente pour 50 sols, d'Aymon, abbé de la Réal, la maison et le domaine de Lancheneil, et amortit sa dette pour 25 livres en 1298. Il possédait d'ailleurs une partie de la terre, la principale probablement, par cession de Thibault, son frère aîné.
- Geoffroy de Mathefelon en 1337.

Armes de la famille de Meaulne.

- Thibault de Mathefelon, mari d'Isabeau de Sillé, donne à rente la courtillerie de la Heuriais en 1378.
- Jacques de Mathefelon, époux de Marie Le Veneur, fait reconnaître ses droits de prévôté en 1409.
- Jean de Mathefelon, 1444, partage avec sa sœur Marie, le 25 mars 1485. Avec Anne d'Arquenay, sa femme, il donne (en 1461) comme titre sacerdotal à Jean, son fils, une rente de 30 livres.
- Pierre de Mathefelon, fondateur de la chapelle (1516) et constructeur du château, mari de Catherine de Sourches, d'où :
- Jeanne de Mathefelon, femme de Péan de Brie ;

Armes de la famille de Preaulx

- François de Brée, mari de Françoise de Brie.
- René de Brie, oncle du précédent, René de Savonnières, et Lancelot du Raynier, sont seigneurs indivis, 1574, 1577.
- Lancelot du Raynier, par acquisition du 28 octobre 1580.
- Dimanche du Raynier en 1605.
- Antoine de Saint-Mathieu, mari de Jeanne du Raynier, sœur du précédent, 1613.
- Claude de Meaulne, cousin au quatrième degré de Jeanne du Raynier, et issu des Mathefelon par Marguerite de Tessé, femme de Guillaume de Meaulne et fille de Marie de Mathefelon, retira lignagèrement la terre, le 10 novembre 1615, sur Pierre Ouvrard de la Gousserie, acquéreur pour 13 200 livres le 20 octobre 1614.
- Urbain de Meaulne, 1649.
- Claude de Meaulne, marquis de Lancheneil, 1671, époux de Marie-Julie-Judith Le Gallègre, dame du Bois-Benoît, d'où : Marie-Louise, 1670 ; Gabrielle, 1676 ; Charles-Jacques, 1678 ; Jeanne-Marie, 1680 ; Françoise-Marie, 1682 ; Julien-René, 1683 ; Françoise-Agnès, 1688, nés à Lancheneil. Le père meurt à Ancenis, chez Jacques Bouvet, marchand, le 17 mai 1693, âgé de soixante-six ans, et est enterré dans l'église de Nuillé.
- Henri de Meaulne, marquis de Lancheneil, épouse à la Guyonnière en Poitou Marguerite de Charbonneau.
- Charles-Joseph, marquis de Preaulx en 1719, par son mariage en 1702 avec Marie-Henriette de Meaulne, fille du précédent et morte veuve à Lancheneil en 1763.
- Joseph-François-de-Paule, marquis de Preaulx en 1783.
- Joseph-Marie, marquis de Preaulx, sur qui il y eut mise en vente nationale, le 13 nivôse an VI.

Sous la Révolution, il servit d’hôpital pour les chouans.

## AuXIXesiècle
Entré dans la famille de Préaulx en 1719, le château de Lancheneil est remanié au XIXe siècle par le 9e marquis de Préaulx (1821-1886). 
Sa fille Marie Charlotte de Préaulx, dernière marquise d'Aligre (née 1854 au château d'Oublaise à Luçay-le-Mâle dans l'Indre, morte en 1926) le remanie profondément de 1908 et 1917 dans un style néo-gothique par l’architecte parisien Delarue. Elle le lègue à Amaury de Préaulx, dernier marquis de Préaulx, mort en 1971. 
Depuis 1961, le château appartient à l'Association Lancheneil qui regroupe plusieurs établissements (ESAT, SA ESAT, Foyer d’hébergement et Foyer de vie) dont la mission est d’accompagner dans l’autonomie des personnes en situation de handicap psychique et mental.

## Classement
Le château et ses colombiers sont inscrits au titre des monuments historiques depuis le 10 décembre 1927.

## Sources et références
1. 1 2  « Château de Lancheneil et ses anciens colombiers », notice no PA00109572, sur la plateforme ouverte du patrimoine, base Mérimée, ministère français de la Culture
2. ↑  Abbé Angot, Dictionnaire historique, topographique et biographique de la Mayenne, 4 tomes, 1900-1910.

- article issu en grande partie de l'ouvrage de l'Abbé Angot, Dictionnaire historique, topographique et biographique de la Mayenne, 4 tomes, 1900-1910.
- Bibl. nat., fr. 26.334, 26.362, 26.364, 26.370. — Arch. de la M., E. 24, 41. — Reg. par. de Nuillé. — L. de la Beauluère, Notice sur Nuillé. — Mémorial de la Mayenne, t. I, p. 19. — Ch. Pointeau, notes mss. et Certificats, p. 17. — Comm. hist. de la M., t. II, p. 90. — Chart. du duc de La Trémoille.